# Leucocarpus
Leucocarpus es un género con tres especies de plantas fanerógamas perteneciente a la familia Phrymaceae. 

## Especies seleccionadas
- Leucocarpus alatus
- Leucocarpus fruticosus
- Leucocarpus perfoliatus